# Japan Open Tennis Championships 1975
Відкритий чемпіонат Японії з тенісу 1975 - чоловічий і жіночий тенісний турнір, що проходив на кортах з твердим покриттям. Чоловічі змагання проходили в рамках Commercial Union Assurance Grand Prix 1975 і відбулись у Токіо (Японія). Тривав з 2 до 8 листопада 1975 року. Рауль Рамірес і Савамацу Кадзуко здобули титул в одиночному розряді.

## Фінальна частина

### Одиночний розряд, чоловіки
Рауль Рамірес —  Мануель Орантес 6–4, 7–5, 6–3

### Одиночний розряд, жінки
Савамацу Кадзуко —  Енн Кійомура 6–2, 3–6, 6–1

### Парний розряд, чоловіки
Браян Готтфрід /  Рауль Рамірес —  Хуан Хісберт. /  Мануель Орантес, 7–6, 6–4

### Парний розряд, жінки
Енн Кійомура /  Савамацу Кадзуко —  Фукуока Кайоко /  Kiyomi Nomura 6–2, 6–3